# Popkidz
Popkidz är en svensk popgrupp med medlemmar födda 1992–1994 som gör svenskspråkiga covers på engelskspråkiga hitlåtar. De turnerar i Sverige och debutalbumet Number One gavs ut i februari 2008. Från albumet släpptes två singlar släppts, vilka båda har placerat sig på Sverigetopplistan. En av gruppens medlemmar, Michel Fannoun, född 1994, har deltagit i Lilla Melodifestivalen. Gruppen har flera gånger gästat tv-programmet Bobster.

## Bandmedlemmar
- Michel "Micha" Fannoun
- Emilotte Persson
- Kevin Ahlqvist Faye
- Johanna Axeland

## Diskografi

### Album
- 2008 – Number One

### Singlar
- 2008 - Om bara du
- 2008 - Min nummer 1

### Fotnoter
1. ↑  ”Popkidz”. Hitparad. 26 februari 2008. http://hitparad.se/search.asp?search=Popkidz&cat=s. Läst 4 augusti 2012.